# ウイスコ型上陸用舟艇
ウイスコ型上陸用舟艇（Uisko class landing craft）は、フィンランド海軍の上陸用舟艇。

## 概要
フィンランドのマリン・アルテック（Marine Alutech）社製ウォーターキャットM11を基に開発された。ウォータージェット推進により、高速力と優れた運動性を発揮する。
最前部にランプドア（渡し板）、貨物/兵員搭載スペース、後部に操舵室の標準的な配置になっている。貨物/兵員搭載スペースには、兵員または貨物2.5tまで積載できる。
沿岸猟兵部隊のウーシマー旅団などに輸送及び上陸作戦用に配備されている。

## 派生型
- U-200
- U-300
- U-400
- U-600